# 77 (szám)
A 77 (római számmal: LXXVII) a 76 és 78 között található természetes szám.

## A szám a matematikában
A tízes számrendszerbeli 77-es a kettes számrendszerben 1001101, a nyolcas számrendszerben 115, a tizenhatos számrendszerben 4D alakban írható fel.
A 77 páratlan szám, összetett szám, azon belül félprím. 
Kanonikus alakban a 71 · 111 szorzattal, normálalakban a 7,7 · 101 szorzattal írható fel. Négy osztója van a természetes számok halmazán, ezek növekvő sorrendben: 1, 7, 11 és 77.
A 78-cal Ruth–Aaron-párt alkot.
A 77 öt szám valódiosztóösszeg-függvényeként áll elő, ezek a 219, 355, 1003, 1219 és 1363.
A 77 négyzete 5929, köbe 456 533, négyzetgyöke 8,77496, köbgyöke 4,25432, reciproka 0,012987. A 77 egység sugarú kör kerülete 483,80527 egység, területe 18 626,50284 területegység; a 77 egység sugarú gömb térfogata 1 912 320,959 térfogategység.
A 77 helyen az Euler-függvény helyettesítési értéke 60, a Möbius-függvényé 1, a Mertens-függvényé −2.

## A szám mint sorszám, jelzés
A periódusos rendszer 77. eleme az irídium.

## A szám mint jelkép, kód
A számmisztikában a 77 az egyik mesterszám, jelentése: Kreatív gondolkodás.

## A szám a kultúrában
Illyés Gyula népmese-feldolgozásait Hetvenhét magyar népmese címmel adták ki.
Lászlóffy Aladár Zrínyi hetvenhetedik dala című írása a Gyarló és kalapács kötetben jelent meg.
Esterházy Péter Esti című könyvének alcíme: Hetvenhét történet.